# Degerfors församling
Degerfors församling var en församling i Karlstads stift och i Degerfors kommun i Örebro län (Värmland). Församlingen uppgick 2006 i Degerfors-Nysunds församling.

## Administrativ historik
Degerfors församling bildades 1883 genom utbrytning ur Karlskoga församling. Församlingen var därefter till 1 maj 1926 annexförsamling (kapellförsamling till 1925) i pastoratet Karlskoga och Degerfors för att därefter utgöra ett eget pastorat. Församlingen uppgick 2006 i Degerfors-Nysunds församling.

## Series pastorum
| Period    | Namn           | Levnadstid | Övrigt              |
| --------- | -------------- | ---------- | ------------------- |
|           | Lars Lychou    |            |                     |
| 2000–2006 | Lars Markusson |            | Sista ämbetshavaren |

## Kyrkor
- Degerfors kyrka